# Pipesjön (Gunnarps socken, Halland)
Pipesjön är en sjö i Falkenbergs kommun i Halland och ingår i Ätrans huvudavrinningsområde. Sjön har en area på 0,12 kvadratkilometer och ligger 140,1 meter över havet.

## Delavrinningsområde
Pipesjön ingår i det delavrinningsområde (634680-133808) som SMHI kallar för Förgrening. Medelhöjden är 143 meter över havet och ytan är 88,78 kvadratkilometer. Räknas de 6 avrinningsområdena uppströms in blir den ackumulerade arean 187,7 kvadratkilometer. Porsån (Kvarnatorpsån) som avvattnar avrinningsområdet har biflödesordning 3, vilket innebär att vattnet flödar genom totalt 3 vattendrag innan det når havet efter 110 kilometer. Avrinningsområdet består mestadels av skog (59 %). Avrinningsområdet har 24,9 kvadratkilometer vattenytor vilket ger det en sjöprocent på 28 %.